# Falletans
Falletans è un comune francese di 403 abitanti situato nel dipartimento del Giura, nella regione della Borgogna-Franca Contea.

## Società

### Evoluzione demografica
Abitanti censiti